# Galerie du Champ-de-Mars
La galerie du Champ-de-Mars est un centre commercial situé en centre-ville d'Angoulême, dans le département de la Charente, en France. 
Inauguré en septembre 2007 par Philippe Motet, alors maire de la ville, il s'inscrit dans un projet de modernisation et de revitalisation du quartier du Champ-de-Mars, en marge du cœur commerçant (centre historique), de ses boutiques et de son cinéma CGR.

## Présentation
Situé sur l'esplanade du Champ-de-Mars, le nouveau centre s'étend sur 15 500 mètres carrés. Porté par une moyenne surface (enseigne Monoprix) aujourd'hui fermée, il comprend une galerie marchande de moins de 40 boutiques dont les locomotives H&M, Zara, Sephora, Nature et Découverte et la librairie Chapitre[réf. souhaitée], de différents points-services et de points de restauration répartis sur deux niveaux. 
Aujourd'hui[Quand ?], le centre commercial s'articule autour de trois grosses enseignes qui sont H&M, Zara, et la librairie indépendante Cosmopolite.
C'est en 2003 que le projet d'implanter un centre commercial en plein centre-ville voit le jour, afin de tenter de freiner l'évasion commerciale vers les zones commerciales de la périphérie. Le groupe Ségécé, instigateur du projet, confie sa réalisation à l'architecte et urbaniste Alexandre Chemetoff. Le centre, à l'architecture épurée et moderne (utilisation du verre trempé, de l'acier et de la pierre de Luget, des mosaïques en émaux de Briare) se veut un espace de vie convivial, dans le prolongement du centre historique[réf. nécessaire].
Entre 2010 et 2013, le centre commercial a connu des difficultés[réf. souhaitée] et des enseignes se sont retirées[réf. souhaitée].